# GLACIER (congelatore)
GLACIER (General Laboratory Active Cryogenic ISS Experiment Refrigerator) è un congelatore per la conservazione dei campioni di esperimenti scientifici in orbita progettato e sviluppato dal Centro per le Scienze Biofisiche e l'Ingegneria (CBSE) dell'Università dell'Alabama a Birmingham (UAB) per il NASA Cold Stowage. GLACIER è stato originariamente progettato per l'uso a bordo dello Space Shuttle, ma dal 2011 è utilizzato per conservare campioni scientifici sulla Stazione spaziale internazionale nel rack EXPRESS e per trasportare campioni da e verso l'orbita tramite la navicella Dragon di SpaceX o la navicella Cygnus. GLACIER ha le dimensioni equivalenti di un double middeck locker dello Shuttle e fornisce controllo termico tra i +4 °C e i -160 °C.

## Storia
Nel 2002 la NASA ha iniziato lo sviluppo di diversi sistemi di stoccaggio a freddo per le missioni spaziali per lavorare in parallelo con i grandi congelatori dell'ESA MELFI e Cryosystem delle dimensioni dei rack della ISS. Uno di questi era in grado di congelare rapidamente campioni scientifici irregolarmente imballati fino a -160 °C a una velocità di 1 °C/min per un campione da 100 ml. Inoltre, era in grado di mantenere un compartimento di campioni congelati senza alimentazione elettrica per diverse ore e di avere un formato compatto equivalente a un double middeck locker per consentire il trasferimento tra la ISS e il middeck dello Space Shuttle per il trasporto da e verso l'orbita. 
La combinazione di questi obiettivi presentava diverse sfide tecniche significative e ha portato la NASA a implementare un approccio di sviluppo in due fasi. Nella prima fase, due progetti concorrenti arrivavano sino alla Preliminary Design Review (PDR) per poi completare le dimostrazioni funzionali dei componenti chiave del congelatore. Nella seconda fase, uno dei progetti è stato poi sviluppato fino alle unità di volo complete. Nel 2005 la NASA ha assegnato un contratto al CBSE dell'UAB per costruire il congelatore GLACIER. La prima unità GLACIER ha volato a bordo della STS-126 nel 2008.

## Descrizione
- GLACIER può utilizzare aria o acqua per dissipare il calore a seconda delle temperature richieste per i campioni scientifici.
- GLACIER può mantenere temperature da +4 a -95 °C utilizzando solo il raffreddamento ad aria e può raffreddare fino a -160 °C quando è collegato all'approvvigionamento idrico della ISS.
- La pompa di GLACIER crea un vuoto parziale all'interno del contenitore di raffreddamento per migliorare l'efficienza elettrica e di raffreddamento.[4]
- GLACIER può ospitare fino a 16 kg di campioni[5][6]